# Paseas (Vasenmaler)
Paseas (altgr.: Πασέας) war ein attischer Vasenmaler, dessen Schaffensphase zwischen 525 und 510 v. Chr. in die Übergangszeit von der schwarzfigurigen zur rotfigurigen Vasenmalerei fällt. Neben dem Andokides-Maler und Psiax gilt er als bedeutendster Vertreter der Künstler, die in beiden Stilen ihre Meisterschaft bewiesen.

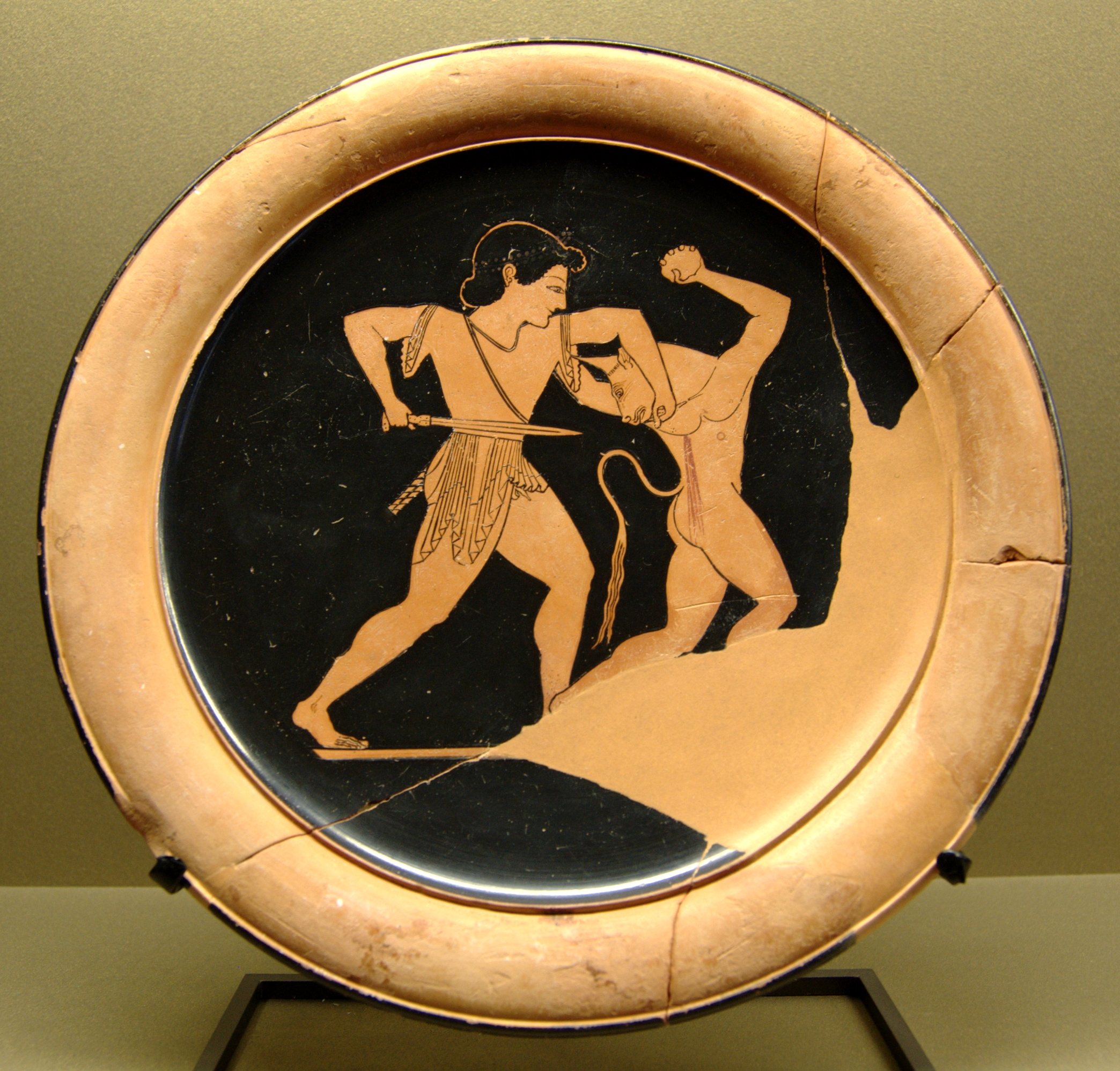
Theseus tötet Minotauros, Attischer rotfiguriger Teller, um 520–510 v. Chr., Louvre (G 67)

Er war in der Forschung zunächst unter dem Notnamen Kerberos-Maler bekannt, bevor ihm anhand einer Signatur der Name Paseas zugeordnet werden konnte. Namengebend war ein rotfiguriger Teller in Boston (01.7925), auf dem Herakles und Kerberos dargestellt sind.
Im alten, schwarzfigurigen Stil sind heute nur weißgrundige Weihetafeln (Pinakes) bekannt, die auf der Akropolis gefunden wurden. Auf ihnen ist immer Athene zu sehen. Auf einer dieser Votivtafeln ist eine einzigartige Signatur des Künstlers angebracht: ΤΟΝ ΠΑΣΕΟ ΓΡΑΜΑΤΟΝ (eines der Bilder des Paseas). In der Forschung wird dies damit erklärt, dass sich Paseas womöglich um den prestigeträchtigen Auftrag, eine Panathenäische Amphore zu bemalen, beworben hatte, den Auftrag jedoch nicht bekam. Heute ist keine solche Amphora von Paseas bekannt.
Von größerer Bedeutung war Paseas für den wohl vom Andokides-Maler neu entwickelten rotfigurigen Stil. Vor allem zwischen 520 und 510 v. Chr. fertigte er seine Werke an, von denen insbesondere Schalen und Teller erhalten sind. Seine Zeichnungen sind für die Schalenmaler seiner Zeit typisch. Die Figuren sind zierlich und haben oft recht große Köpfe. Die Augen liegen oft sehr hoch und weit nach vorn gerückt. Sein Stil erinnert stark an Psiax. Auf einer Votivtafel im rotfigurigen Stil experimentiert er ähnlich wie der Andokides-Maler noch mit der alten Technik. So bekommen hier die weiblichen Figuren nach alter Sitte weiße Gesichter. Die restliche Haut ist im roten Farbton des Tones belassen.
Ein Teller im Oxforder Ashmolean Museum zeigt eine Kalos-Inschrift für einen Miltiades. In dem abgebildeten Bogenschützen in skythischer Tracht ist wahrscheinlich ein Bezug zum späteren Athener Strategen Miltiades zu erkennen, der zu dieser Zeit in Thrakien aktiv war.